# بوئین اوزین
بوئین اوزین (به ترکمنی: Boýnyuzyn، بوینیٛ‌اوُزیٛن، به روسی: Боюн-Узун) یک منطقه مسکونی در ترکمنستان است که در استان لب آب واقع شده است. بوئین اوزین مرکز اداری شهرستان منحل شده قاراش‌سیزلیق بود. در ۲۵ نوامبر ۲۰۱۷، این شهر به شهرستان ده‌نو ملحق شد.